# Breslauer Schöps
Das Breslauer Schöps, gelegentlich auch als Scheps bezeichnet, ist eine historische Weizen-Bockbiersorte aus Breslau.

## Varianten
- Weißes Schöps:

1500 gründete der Rat der Stadt Breslau eine eigene Stadtbrauerei, deren Standort 1519 an den Rathausplatz verlegt wurde. Die neue Braustätte hatte einen unterirdischen Verbindungsgang zum Rathaus, um Bierfässer ohne Umstände an den Schweidnitzer Keller liefern zu können. 1565 kam eine eigne Mälzerei hinzu, in der sowohl die Gersten- wie auch die Weizenmalze für das Weiße Schöps hergestellt wurden. Seit 1578 gab es eine spezielle Kellerordnung, in der die Aufgaben des Biereinkäufers mit denen der Brau- und Malzmeister, der Ratsschenken und Bieraufträger geregelt waren.
Außerdem wurde nun vorgeschrieben, dass nur dem Gast Bier ausgeschenkt werden dürfe, der zuvor bezahlt habe. Bereits ab 1600 war dieses Bier ein Versandbier (Nachweise für Leipzig und Nürnberg vorhanden). 
Ab 1821 wurden in der Stadtbrauerei zunehmend untergärige Biere mit geringerem Weizenanteil hergestellt und ab 1837 auch „goldgelbes Bier bayerischer Brauart“.
- Brauner Schöps:

Ab ca. 1850 gibt es auch Braunen Schöps als untergärige Variante mit deutlich geringerem Weizenmalzanteil
- Schöps als Marke:

Das Wort Schöps ist in Deutschland markenrechtlich geschützt.

## Hersteller
- Distelhäuser Brauerei[2]
- Browar Stu Mostów[3]